# GNUStep LiveCD
GNUstep LiveCD es una distribución GNU/Linux de origen suizo, basada en Debian (a su vez basada en Debian y Knoppix) y distribuida en formato LiveCD de 650 MB. Contiene unos 650 MB de software para GNUstep, una implementación de OPENStep framework (biblioteca orientada a objetos, la cual es también usada directamente en Mac OS X, específicamente en Cocoa).
El uso del gestor de ventanas Window Maker, y la inclusión de aplicaciones para RAD (GORM y ProjectCenter) son unos de sus rasgos característicos.

## Versiones
GNUStep LiveCD posee las siguientes versiones de lanzamiento:
| Versión | Fecha                   | Instalación | Idiomas                                                 |
| ------- | ----------------------- | ----------- | ------------------------------------------------------- |
| 2.0     | 10 de diciembre de 2009 | Gráfica     | alemán (de), inglés (en), francés (fr) e italiano (it). |
| 1.9     | 6 de agosto de 2008     | Gráfica     | alemán (de), inglés (en), francés (fr) e italiano (it). |
| 1.6     | 3 de abril de 2008      | Gráfica     | alemán (de), inglés (en), francés (fr) e italiano (it). |
| 1.0     | 6 de noviembre de 2006  | Gráfica     | alemán(de), inglés(en), francés(fr) e italiano(it).     |
| 0.9.4.2 | 11 de febrero de 2005   | Gráfica     | alemán(de), inglés(en), francés(fr) e italiano(it).     |
| 0.5     | 5 de junio de 2004      | Texto       | alemán(de)?                                             |
| 0.2     | 25 de febrero de 2004   | Texto       | alemán(de)?                                             |

Todas las versiones utilizan la gestión de paquetes Deb.